# Cesar laïmene
César Laimene
César Laimene, né le 24 janvier 2007 à Lyon, est un footballeur français évoluant au poste de milieu offensif au SO Cholet, en Ligue 2. Considéré comme un jeune joueur prometteur, il est reconnu pour sa vision du jeu et sa capacité à casser les lignes par la passe.
Biographie
César Laimene grandit dans la banlieue lyonnaise, où il découvre le football dès son plus jeune âge. Issu d’une famille passionnée de sport, il rejoint son premier club à l’âge de 6 ans.
Très vite repéré pour sa technique au-dessus de la moyenne, il attire l’attention de plusieurs centres de formation de la région Auvergne-Rhône-Alpes.
En 2020, il effectue des essais dans différents clubs professionnels, avant d’intégrer le centre de formation du SO Cholet, une équipe de Ligue 2 encore peu connue du grand public mais réputée pour miser sur ses jeunes.
Carrière en club
Débuts à Cholet
Laimene rejoint officiellement les équipes de jeunes du SO Cholet en 2021. Rapidement titulaire avec les U17 nationaux, il progresse ensuite en U19 puis avec l’équipe réserve en National 3.
Lors de la saison 2023-2024, à seulement 17 ans, il est convoqué pour la première fois avec le groupe professionnel. Il dispute son premier match officiel en Coupe de France, en entrant en jeu lors d’une victoire face à un club amateur.
Première saison professionnelle (2024-2025)
En août 2024, Laimene signe son premier contrat professionnel avec le SO Cholet. Il fait ses débuts en Ligue 2 le 19 octobre 2024 face au Stade Lavallois, en remplaçant un coéquipier en fin de match.
Malgré son jeune âge, il accumule plusieurs apparitions en championnat, essentiellement comme remplaçant, et délivre sa première passe décisive en novembre 2024 contre Grenoble Foot 38.
Style de jeu
Milieu offensif de formation, Laimene est souvent utilisé en tant que numéro 10 ou relayeur.
- Il est reconnu pour sa qualité de passe et sa capacité à créer des décalages.
- Doté d’une bonne vision de jeu, il sait orienter rapidement le ballon.
- Sur le plan physique, il compense un gabarit encore frêle par une grande mobilité et un pressing constant.

Son entraîneur déclare en 2025 :
« César est un joueur intelligent, il voit avant les autres. Il a encore du travail sur l’impact physique, mais son potentiel est évident. »
Vie personnelle
En dehors du football, César Laimene poursuit des études dans le domaine de la gestion (STMG), qu’il combine avec sa carrière sportive.
Passionné de musique urbaine et de mode, il est également actif sur les réseaux sociaux, où il partage son quotidien d’athlète en devenir.
Notes et références
(sources fictives pour l’effet Wikipédia)
1. « César Laimene signe son premier contrat pro », Ouest France, 15 août 2024.
2. « Laimene, la pépite choletaise », La Nouvelle République du Centre-Ouest, 20 novembre 2024.
3. « Entretien avec César Laimene », Foot Mercato, 3 janvier 2025.

1. ↑  « SO Cholet - Site Officiel », sur https://www.socholet.fr/ (consulté le 18 août 2025)